# フォートコリンズ (コロラド州)

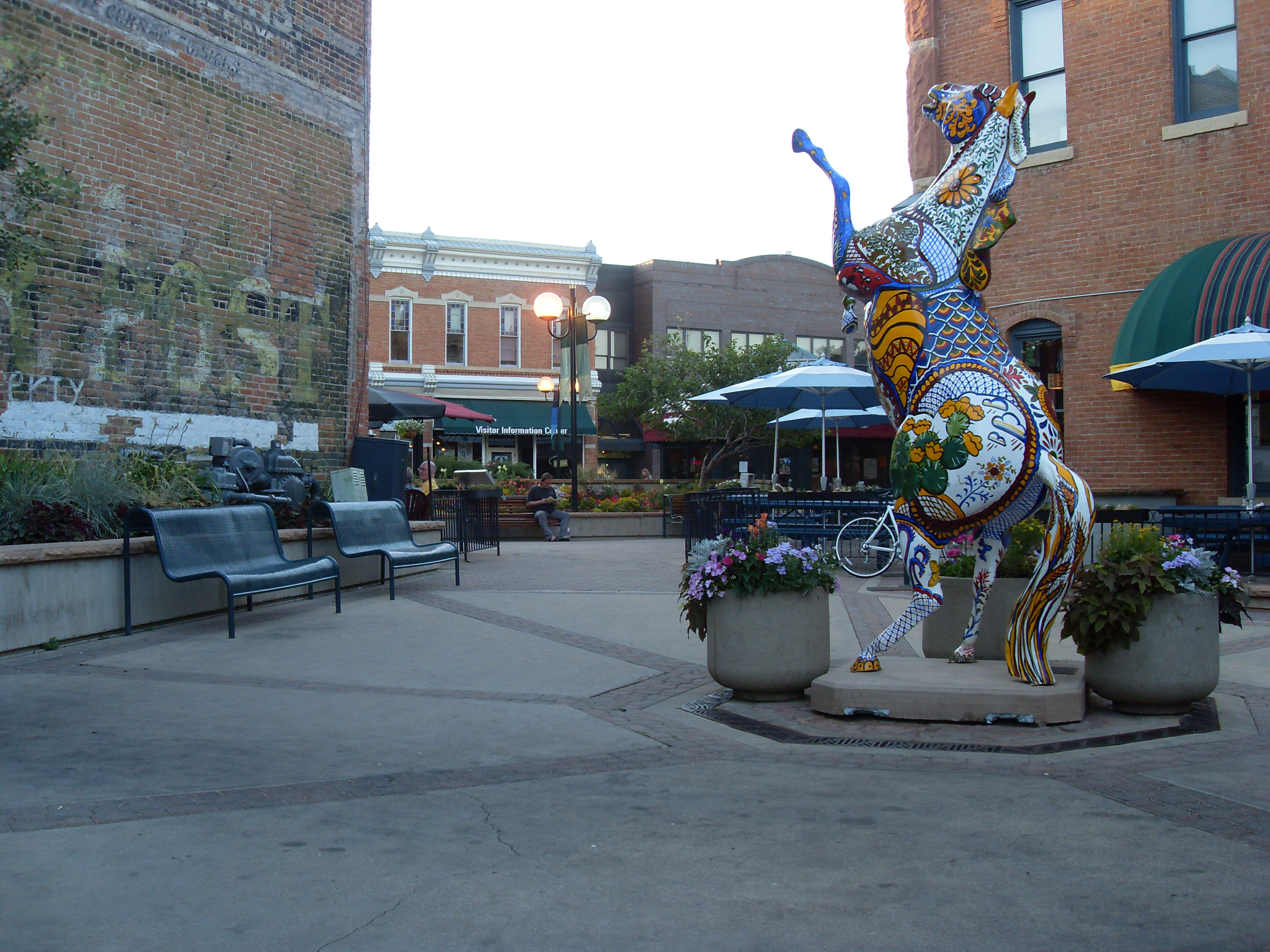
ダウンタウンの歴史地区

フォートコリンズ（英: Fort Collins）は、アメリカ合衆国コロラド州ラリマー郡の都市。同郡の郡庁所在地である。人口は16万9810人（2020年）で、郡内最大である。コロラド州立大学が立地する学園都市。地理的にはコロラドフロント山脈沿いにあり、キャッシュ・ラ・プードル川に面している。

## 歴史
1864年、フォートコリンズはアメリカ陸軍の前哨基地として設立された。キャッシュ・ラ・プードル川沿いで、現在のラポルテ付近に位置し、キャンプ・コリンズとして知られていた以前の野営地は、洪水により1864年の6月に破壊された。その後、砦の司令官はフォート・ララミーのコリンズ大佐に手紙を出し、プードル川を数マイル下った所が砦を作るのに良い場所ではないかと提案し砦が作られた。ちなみに、その砦は全く城壁を持っていなかった。
開拓者達は砦の周辺のすぐ側に時を移さず移住し始めた。1868年に砦は破棄され、元の砦があった場所は現在の町のダウンタウンにあたる。町は1873年に正式に併合された。
フォートコリンズはコロラドの初代の公立大学であり以前はコロラド農工大学として知られたコロラド州立大学の本拠地である。他の主要な雇用主としてはヒューレット・パッカード、Poudre Valley Health System、そしてPoudre School District等がある。
更に詳細な情報についてはフォートコリンズ公立図書館の地方の歴史文書を参照のこと。

## 地理

ラリマー郡内の位置（右）

フォートコリンズは北緯40度33分33秒 西経105度4分41秒 / 北緯40.55917度 西経105.07806度 (40.559238, -105.078302)に位置している。ロッキー山脈の北部フロント山脈と呼ばれる部分の東側で、コロラド州の州都デンバー市から約100km北方にある。町の西側に見えるホーストゥース山（馬の歯の形をしている花崗岩が山の頂上にあることから名付けられた）とホーストゥース貯水池が有名である。
アメリカ合衆国統計局によると、この都市は総面積122.1 km2 (47.1 mi2) である。このうち120.5 km2 (46.5 mi2) が陸地で1.6 km2 (0.6 mi2) が水地域である。総面積の1.27%が水地域となっている。

## 人口動静
フォートコリンズの最大の雇用主はコロラド州立大学である。他の主要な雇用主としてはヒューレット・パッカード、アンハイザー・ブッシュ、Poudre Valley Hospital、Poudre School District、アジレント・テクノロジー等がある。

## 交通機関

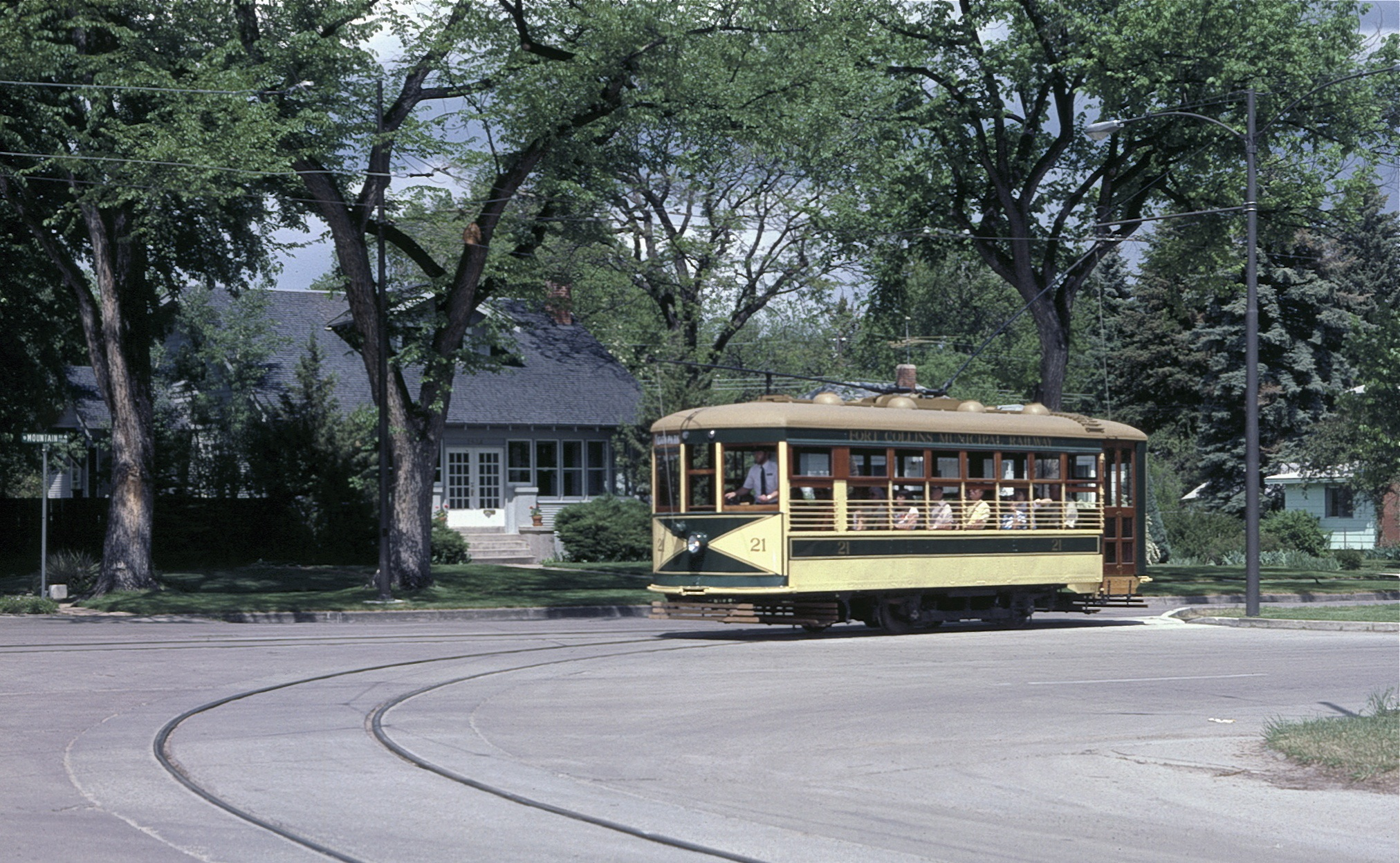
路面電車

### バス
Transfortとして知られているフォートコリンズ市のバス路線は、12以上の路線があり、月曜日から土曜日まで、主要な休日以外動いている。コロラド州立大学が開校されている期間は、たいていの路線は朝の5時30分から夕方の6時30分まで動いている。また日曜日に運行している路線もある。すべてのバスには自転車を載せるラックがある。バス運賃は大人$1.25、60歳以上のシニアおよび身体障害者は60¢、17歳以下は無料である。おつりはもらえないので、乗る前にちょうどの金額を用意する必要がある。10回券は$9である。タクシーサービスはShamrock Yellow Cabが24時間請け負っている。
2024年現在バスの本数が減便されたことで、バス運賃が無料となっている。

### 空港
フォートコリンズ市はラブランド市と共同で、ラブランド市内に所在する北コロラド地域空港を所有・運営している。持ち分はフォートコリンズ市50％ラブランド市50％である。
北コロラド地域空港は2024年現在定期便は存在しないが、ユナイテッド航空は北コロラド地域空港からデンバー国際空港にバスで接続しているため、飛行機を予約する際、北コロラド地域空港を出発地／到着地に指定する事ができる。
飛行機に乗る場合は、フォートコリンズ市内中心部から南へ約110km離れたところにあるデンバー国際空港を利用するのが一般的である。デンバー国際空港は世界・全米屈指のユナイテッド航空のハブ空港であり、2023年には世界で忙しい空港ランキング第６位にランクインしている国際空港である。2024年現在23社の航空会社が就航しており、日本まで直行便も運航されている。
デンバー国際空港とコロラド州立大学の中に所在するCSU・トランジット・センターの間では、Groome TransportationとLandlineの二社が空港シャトルを運行している。二社とも予約必須である。

### 自転車
自転車がこの街では馴染みのある有効な移動手段である。この街には120 km以上のサイクリングロードが整備されており、全米でも自転車に優しい街として知られている。また年間晴れの日が300日以上続く気象条件の良さも自転車に乗りやすい理由である。冬場は雪が降るが、大体二日～三日程で溶ける。またトレイル（自転車専用道路）は優先的に除雪されるため、雪が降ったとしても自転車は乗りやすい。
また市内にはレンタルバイク、レンタルキックスクーターが整備されている。
College Avenue(Highway 287)のみ、自転車の通行が禁止されている。Spring Creek やPoudre River Trailsなどのトレイル（自転車専用道路）が存在し、どちらも舗装されている。また、全長9.3 kmのFoothills Trailは、未舗装のサイクリングロードもあり、ホースツゥース貯水池と平行に、Dixon Reservoir northからCampeau Open Space and Michaud Laneまで続いている。そのため通勤・通学以外にもアクティビティとして自転車を楽しむ人も多い。

### 自動車道路
フォートコリンズのダウンタウンの道は街の東側を南北に走るI25から格子状に伸びている。U.S. Highway 287 はCollege Avenueとなっており、ここがこの街で最も混雑する道であり、街の中心を南北に走っている。

### 観光電車
フォートコリンズはかつてマウンテンアベニューとカレッジアベニュの交差点から3つの支線を持つ路面電車が走っていた。現在マウンテンアベニュー線は復元され、バーニーカー形電車を用い週末と祝日に運転が行われている。

## 施設
標準電波局WWV、WWVBの送信所がある。

## 出身者
- ベン・ウルフ - 俳優
- ハーパー・ゴフ - 芸術家、音楽家、俳優
- マルコ・ゴンザレス - 野球選手
- ジョン・ヘダー - 俳優
- ダーネル・マクドナルド - 野球選手